# Faiq Cabbarov
Faiq Cabbarov (Gəncə, 26 giugno 1972) è un ex calciatore azero, di ruolo difensore.

## Carriera

### Club
Dopo aver giocato nella seconda e terza serie del campionato sovietico, dal 1992 fino al ritiro ha giocato nella massima serie del campionato azero con il Kəpəz Gəncə.

### Nazionale
Dal 1993 al 1998 ha fatto parte della Nazionale azera, giocando 21 partite.